# 賽晶電力電子
賽晶電力電子集團有限公司，簡稱賽晶電力電子集團，以及賽晶電力電子（英語：Sun.King Power Electronics Group Limited，港交所：0580），在2002年由項頡先生（董事長）創立，名為「嘉善華瑞賽晶電氣設備科技有限公司」，首席執行官為龔任遠。
現時在中國內地經營生產，以及銷售節能增效電力電子部件及系統，從事軌道交通機車的電力牽引系統、控制系統和監控系統等產品以及相關產品的生產、銷售、安裝等業務。而總部，以及活動場地位於北京市經濟技術開發區科創14街99號25號樓。
而股份則在2010年10月13日於香港交易所主板上市。招股價為1.93港元，全球發售為409,800,000股，其中事安集團和有關人士則認購2,000,000優先股，集資額為7.9億港元。

## 連結
- SPEG.hk （页面存档备份，存于）